# Bolhe
Bolhe (znanstveno ime Siphonaptera; grško siphon - cev + a (predpona) - brez + pteron - krilo) so red žuželk z okoli 2500 opisanimi recentnimi vrstami, ki zajedajo na sesalcih in ptičih. Najlaže jih prepoznamo po dolgih skakalnih nogah in odsotnosti kril. Njihovi piki so človeku neprijetni, nevarnost pa predstavljajo predvsem kot prenašalci raznih bolezni, med katerimi izstopa kuga, ki je v srednjem veku pomorila dobršen del človeške populacije. Poleg zajedavskih uši so edini red žuželk, v celoti specializiran na zajedavstvo.

## Telesne značilnosti
Bolhe so drobne žuželke, večinoma črne ali rjave barve. Njihovo telo je lateralno sploščeno, dolgo od 1 do 9 mm, z zelo trdnim zunanjim skeletom. Glava ni jasno ločena od oprsja, njen najočitnejši del je obustni aparat, izoblikovan v sesalo, ki je usmerjeno močno nazaj (hipognatno). Prilagojen je za prebadanje in sesanje, čemur sta namenjena preoblikovani maksili in zgornji del požiralnika. Par maksil se tesno prilega med seboj in tvori kanal za slino, na zgornji strani pa se prilega požiralniku, s čimer tvori kanal za sesanje krvi. Tipalnice so kratke, čokate, deloma skrite v vdolbinah na glavi, tudi oči pogosto nimajo, le nekatere vrste imajo očesca brez jasne čutilne vloge. Trije členi oprsja so dobro ločeni med seboj, pronotum na hrbtu pa ima pogosto na zadnjem robu vrsto trdih dlak. Kril nima nobena vrsta. Vse noge imajo nesorazmerno dolge kokse in prav tako dolga stopalca (tarsus), sestavljena iz 5 členov. Močni kremplji, ki jih tvorijo, so namenjeni oklepanju dlake gostitelja. Posebej dolge so zadnje noge, kar povezujemo s skakalnimi sposobnostmi bolh. Zadek je sestavljen iz 10 členov; osmi in deveti sta namenjena genitalijam, na devetem je poleg tega še šop zelo občutljivih čutilnih dlak. Zadnji člen zadka je majhen in neopazen. Po vsem telesu so bolhe poraščene s trdimi, nazaj usmerjenimi ščetinami, ki jim pomagajo pri oprijemanju dlake gostitelja. Največ dlak je na pronotumu in ob straneh glave, njihova razporeditev je uporabna pri določanju vrste.
Bolj očitno sorodnost z drugimi krilatimi žuželkami kažejo ličinke, ki so zelo podobne ličinkam dvokrilcev. So valjaste oblike in bele barve, nimajo ne nog in ne oči, imajo pa dobro razvito grizalo. Premikajo se z ritmičnim krčenjem mišic v telesni steni, pri čemer so jim v pomoč dolge ščetine, ki izraščajo po vsem telesu.

## Življenje
Samica izleže v svojem življenju nekaj sto do 1000 snežno belih jajčec, bodisi na gostitelju, bodisi v njegovem gnezdu. V tednu ali dveh se izležejo ličinke, ki spominjajo na majhne črvičke. Prehranjujejo se z odmrlim organskim materialom in ne vplivajo na gostitelja neposredno. Ličinke mnogih vrst kljub temu za razvoj potrebujejo kri, to dobijo iz iztrebkov odraslih bolh, ki živijo na bližnjem gostitelju, njihovi iztrebki namreč vsebujejo delno prebavljeno kri. Po dveh ali treh tednih, v katerih se dvakrat levi, se ličinka zaprede v kokon in se preobrazi v predbubo, nato pa še enkrat levi znotraj kokona in postane buba. Stadij bube traja različno dolgo. Trajanje je odvisno predvsem od temperature, tako da nekatere bolhe prezimijo kot bube. Tiste, ki zajedajo na sesalcih, se na račun njegove telesne toplote pogosto razmnožujejo skozi vse leto, le pozimi je življenjski cikel nekoliko daljši. Nove odrasle bolhe najdejo gostitelja na podlagi toplote, ki jo oddaja. Preden se izmotajo iz kokona, potrebujejo mehanski dražljaj, s čimer zagotovijo, da je gostitelj v bližini. Ob odsotnosti ustreznega dražljaja lahko mirujejo več mesecev, zaradi česar se dogaja, da stara zapuščena zgradba »oživi« z bolhami, ko se nekdo spet vseli vanjo.
Večina vrst bolh se lahko prehranjuje s krvjo različnih živali, a kljub temu izražajo preferenco do svojega »običajnega« gostitelja, ki ga zaznajo z vohom in v bližini katerega preživijo vse življenje. Brez hrane lahko preživijo več mesecev, vendar mora samica zaužiti obrok krvi preden lahko proizvede jajčeca. Naenkrat izleže 6-10 jajčec, nato mora ponovno priti do krvi. Sploščenost telesa jim omogoča, da se tesno pritisnejo k telesu gostitelja, zaradi česar jih je težko odstraniti, pri čemer jim koristi tudi zelo trden skelet.

### Skakanje bolh
Bolhe so znane po izjemnih dolžinah, ki jih lahko preskočijo na račun močnih zadnjih nog. Človeške bolhe (Pulex irritans) skočijo do 18 cm v višino in 33 v dolžino , kar je dvestokratna njihova velikost, in so rekorderji v živalskem svetu po dolžini skoka v razmerju s telesno velikostjo. Takšne sposobnosti jim omogoča poseben skakalni mehanizem, ki je preko mišic v oprsju povezan z nogami. Mišice v oprsju napenjajo t. i. plevralni lok, ostanek sklepov kril, ki je zgrajen iz zelo elastičnega resilina. Ko se mišice sprostijo, se resilin vrne v prvotno obliko, ob tem pa prenese energijo na zadnje noge, ki se silovito iztegnejo in poženejo žival v zrak. To sposobnost uporabljajo bolhe v glavnem za iskanje gostitelja; ko so na njem, se odstranitvi upirajo s tem, da se zavlečejo med dlake. 

## Ekologija
So obligatni paraziti, kar pomeni, da potrebujejo gostitelja za dokončanje življenjskega cikla. Za razliko od zajedavskih uši se s krvjo prehranjujejo le odrasle živali, ki niso vezane na točno določeno vrsto gostitelja, zato so mnogo bolj mobilne. Na isti vrsti sesalca lahko zajeda tudi do 20 vrst bolh in ena vrsta bolh lahko zajeda tudi na 30 različnih vrstah gostiteljev. Vendar pa ličinke za razvoj potrebujejo vlažno in toplo okolje gnezda ali prenočišča gostitelja ter tako zajedajo le na živalih, ki dobršen del leta preživijo na istem mestu. Okoli 95% znanih vrst zajeda na sesalcih, preostale pa na ptičih. Ptičje bolhe so vezane na gnezditveno sezono svojih gostiteljev, med katero morajo hitro zaključiti svoj življenjski cikel, preostali del leta pa mirujejo v praznem gnezdu kot bube. Zato je razmeroma malo vrst, ki zajedajo na ptičih.

### Pomen za človeka
Človek je gostitelj predvsem človeške bolhe, ki primarno zajeda na lisicah, jazbecih in ostalih živalih, ki si delajo brloge. Po vsej verjetnosti je na človeka prešla takrat, ko je opustil nomadski način življenja in se naselil v jamah. Bližnji človekovi sorodniki, šimpanzi, ki se pogosto selijo, nimajo večjih težav z bolhami.
Piki bolh so neprijetni, predvsem za ljudi, ki so alergični nanje, več nevšečnosti pa povzročajo z boleznimi, ki jih prenašajo. Najresnejša bolezen, ki jo prenašajo bolhe, je kuga. Povzroča jo bakterija Yersinia pestis, ki ogroža predvsem podgane in druge glodavce, kjer pa le-ti živijo v bližini človeka, lahko bolhe prenesejo bakterijo nanj. Druge bolezni so manj nevarne, med njimi sta pegavica in okužba s trakuljami.

### Odstranjevanje
Bolhe lahko odstranjujemo z ljudi in domačih živali z insekticidi, ker pa ne živijo vse življenje na gostitelju, moramo poskrbeti za uničenje ličink in bub v celotnem prostoru. Srbečico, ki jo povzročajo piki, lahko zdravimo z antihistaminiki ali hidrokortizonom. Insekticidi na osnovi organskih fosfatov v obliki ovratnic, praškov ali šamponov proti bolham so še vedno v uporabi, vendar se njihova uporaba odsvetuje, ker je mnogo žuželk postalo odpornih nanje, poleg tega pa so toksični za sesalce.

## Sistematika
Obstaja več različnih teorij o uvrstitvi bolh med krilate žuželke. Po eni od njih naj bi se bolhe razvile iz kljunavcev, kar bi pomenilo, da so slednji parafiletska skupina in kot taka po sodobni filogenetski klasifikaciji neustrezna. Vendar pa je vedno več dokazov o sestrskem razmerju z le eno od družin kljunavcev, snežnimi bolhami (Boreidae).
Razmerja znotraj redu bolh še niso pojasnjena in raziskave še potekajo. Prvi rezultati pa nakazujejo, da mnogo družin ni monofiletskih, tako da bo potrebna revizija.

### Bolhe v Sloveniji
V Sloveniji je opisanih 52 vrst bolh, dejansko število vrst pa ocenjujejo na okoli 70. Največ vrst živi na malih sesalcih, ki so tudi najbolj raziskane. Najbolj znane pa so človeška, pasja in prašičja bolha.

## Kulturne reference
Majhno živinče, velika moč! Skoro ne vidiš je, ali tem bolje jo čutiš.
— Fran Erjavec, Naše škodljive živali v podobi in besedi
Kot večina drugih človekovih zajedavcev so tudi bolhe postale sinonim za nadležne škodljivce, največkrat v povezavi s slabimi higienskimi razmerami. Poleg tega pa so dale ime tudi bolšjemu trgu, improviziranem bazarju, kjer ljudje na prostem prodajajo drobnarije. Ime naj bi izhajalo iz 17. stoletja po podobni prireditvi v Saint-Ouenu, enem od severnih predmestij Pariza, na račun z bolhami okuženih oblek in krp, ki so jih prodajali tam. Človeške bolhe pa so si prislužile tudi mesto v zabaviščih. Bolšji cirkus, kjer bolhe izvajajo različne trike, je bil v sredini 20. stoletja običajen del cirkusov, semnjev in podobnih prireditev.
Starejše omembe bolh v kulturi pripisujejo starodavnemu ljudstvu Moche iz Peruja, ki so častili naravo s poudarkom na živalih in v svoji umetnosti upodabljali celo bolhe. 